# اچ‌ام‌اس ایسوریل (۱۹۱۶)
اچ‌ام‌اس ایسوریل (۱۹۱۶) (به انگلیسی: HMS Ithuriel (1916)) یک کشتی بود که طول آن ۳۲۵ فوت (۹۹ متر) بود. این کشتی در سال ۱۹۱۶ ساخته شد.